# 孝德镇
孝德镇，是中华人民共和国四川省德阳市绵竹市下辖的一个乡镇级行政单位。

## 行政区划
孝德镇下辖以下地区：
兴隆社区、清道社区、清华社区、迎祥社区、石桥滩村、金土村、白衣村、高兴村、苦葛村、斗峰村、金星村、桐麻村、洪拱村、毫照村、茶店村、光明村、桂兰村、石河村、凉水井村和年画村。